# Alois Prinz

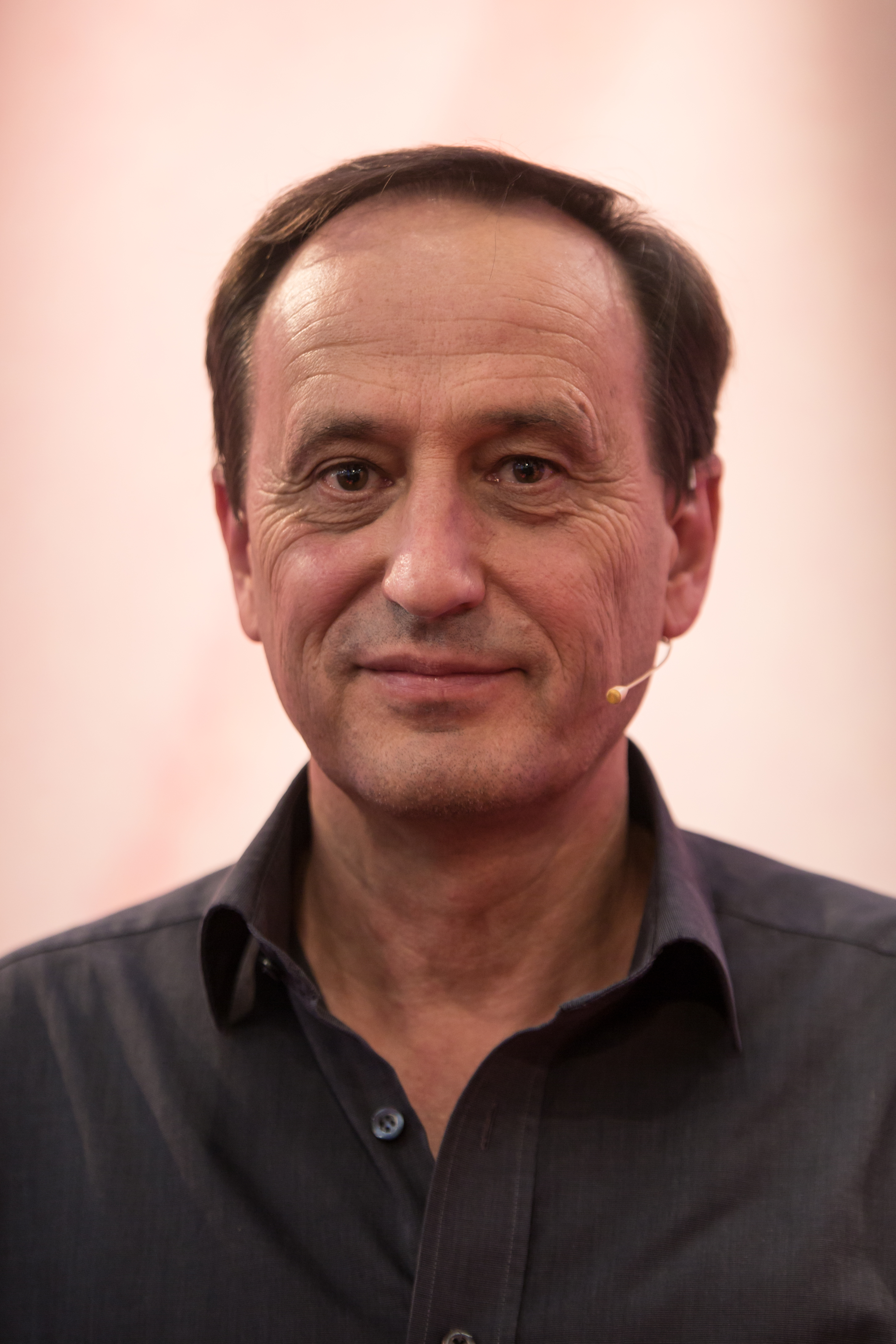
Alois Prinz auf der Frankfurter Buchmesse 2017

Alois Prinz (* 1958 in Wurmannsquick, Niederbayern) ist ein deutscher Schriftsteller mit einem Schwerpunkt auf Biografien.

## Leben und Wirken
Prinz studierte in München an der Hochschule für Philosophie, die unter der Trägerschaft der Gesellschaft Jesu steht, sowie an der Ludwig-Maximilians-Universität Germanistik, Politologie und Kommunikationswissenschaften. Parallel dazu absolvierte er eine journalistische Ausbildung. Bis 1994 verfasste er als freier Journalist Beiträge u. a. für die Süddeutsche Zeitung, das evangelische Sonntagsblatt für Bayern und Publik Forum.
Sein schriftstellerischer Schwerpunkt liegt auf Biografien für Jugendliche und Erwachsene. Er wurde für seine Werke bereits mehrfach ausgezeichnet, u. a. mit dem Deutschen Jugendliteraturpreis.
Verheiratet mit einer evangelischen Pfarrerin, lebt Prinz mit seiner Familie bei München.

## Werke
- Das Paradies ist nirgendwo. Die Lebensgeschichte des Georg Forster. Beltz und Gelberg, Weinheim 1997, ISBN 978-3-407-80846-2.
  - Gleichnamige Neuausgabe: Insel, Berlin 2008, ISBN 978-3-458-35053-8.
- Beruf Philosophin oder Die Liebe zur Welt. Die Lebensgeschichte der Hannah Arendt. Beltz und Gelberg, Weinheim 1998, ISBN 978-3-407-78879-5.
  - Neuausgabe: Hannah Arendt oder die Liebe zur Welt. Insel, Berlin 2012, ISBN 978-3-458-35872-5.
- Und jedem Anfang wohnt ein Zauber inne. Die Lebensgeschichte des Hermann Hesse. Beltz und Gelberg, Weinheim 2000, ISBN 3-407-80874-7.
  - Gleichnamige Neuausgabe: Insel, Berlin 2005. ISBN 978-3-518-45742-9.
- Lieber wütend als traurig. Die Lebensgeschichte der Ulrike Marie Meinhof. Beltz und Gelberg, Weinheim 2003, ISBN 3-407-80905-0.
  - Gleichnamige Neuausgabe: Insel, Berlin 2005, ISBN 978-3-518-45725-2.
- Auf der Schwelle zum Glück. Die Lebensgeschichte des Franz Kafka. Beltz und Gelberg, Weinheim 2005, ISBN 3-407-80953-0.
- Der erste Christ. Die Lebensgeschichte des Apostels Paulus. Beltz und Gelberg, Weinheim 2007, ISBN 978-3-407-81020-5.
  - Gleichnamige Neuausgabe: Insel, Berlin 2016, ISBN 978-3-458-36191-6.
- Mehr als du denkst – Zehn Menschen, die ihre Bestimmung fanden. Gabriel, Stuttgart/Wien 2009, ISBN 978-3-522-30161-9.
- Rebellische Söhne. Die Lebensgeschichten von Bernward Vesper, Hermann Hesse, Klaus Mann, Franz Kafka, Martin Luther, Franz von Assisi, Michael Ende und ihren Vätern. Beltz und Gelberg, Weinheim 2010, ISBN 978-3-407-81076-2.
- Der Brandstifter. Die Lebensgeschichte des Joseph Goebbels. Beltz und Gelberg, Weinheim 2011, ISBN 978-3-407-81098-4.
  - Gleichnamige Neuausgabe: Insel Verlag, Berlin 2024, ISBN 978-3-458-68417-6.
- Jesus von Nazaret. Gabriel, Stuttgart 2013, ISBN 978-3-522-30324-8.
- Teresa von Avila. Die Biographie. Insel, Berlin 2014, ISBN 978-3-458-17618-3.
- Ein lebendiges Feuer – die Lebensgeschichte der Milena Jesenská. Beltz & Gelberg, Weinheim 2016, ISBN 978-3-407-82177-5.
  - Neuausgabe: Sie ist ein lebendiges Feuer – die Lebensgeschichte der Milena Jesenská. Insel, Berlin 2019, ISBN 978-3-458-36389-7.
- Wie aus Martin Luther wurde. Insel, Berlin 2016, ISBN 978-3-458-36255-5.
- Bonhoeffer – Wege zur Freiheit. Gabriel, Stuttgart 2017, ISBN 978-3-522-30455-9.
  - Neuausgabe: Dietrich Bonhoeffer. Sei frei und handle! Insel, Berlin 2020, ISBN 978-3-458-36471-9.
- Martin Luther King. Insel, Berlin 2018, ISBN 978-3-458-36330-9.
- I have a dream – Das Leben des Martin Luther King. Gabriel, Stuttgart 2019, ISBN 978-3-522-30520-4.
- Das Leben der Simone de Beauvoir. Insel, Berlin 2021, ISBN 978-3-458-17941-2.
- Franz von Assisi, Gabriel, Stuttgart 2023, ISBN 978-3-522-30590-7
- Albert Schweitzer. Radikal menschlich. Gabriel Verlag, Münster 2024, ISBN 9783522305914.

## Auszeichnungen und Nominierungen
- 2001: Evangelischer Buchpreis, für Beruf Philosophin oder Die Liebe zur Welt
- 2001: UNESCO-Preis für Kinder- und Jugendliteratur im Dienst der Toleranz – Nominierung für Beruf Philosophin oder Die Liebe zur Welt
- 2001: Deutscher Jugendliteraturpreis – Nominierung für Und jedem Anfang wohnt ein Zauber inne
- 2003: LUCHS (193 im März), für Lieber wütend als traurig
- 2004: Deutscher Jugendliteraturpreis, für Lieber wütend als traurig
- 2004: Jury der jungen Leser, für Lieber wütend als traurig
- 2007: Rosenheimer Literaturpreis
- 2017: Großer Preis der Deutschen Akademie für Kinder- und Jugendliteratur
- 2017: Emys Sachbuchpreis als Jahres-Preisträger für Ein lebendiges Feuer
- 2023: Deutscher Jugendliteraturpreis – Sonderpreis für das Gesamtwerk[4]